# Mercedes-Benz SLR McLaren
 (août 2019).
Pour les articles homonymes, voir Mercedes-Benz SLR.
La Mercedes SLR Mclaren est une supercar que le constructeur automobile Mercedes-Benz et McLaren Automotive ont développé conjointement de 2003 à 2010, lorsque Mercedes-Benz possédait 40 % de McLaren. Sa désignation est un hommage à une voiture de course légendaire : le 300 SLR de 1955. Simultanément, le SLR pour « Sport, Leicht, Rennsport » (« Sporty Light Racing » en anglais, « voiture de course légère » en français) rappelle les bolides Mercedes-Benz qui remportèrent tant de victoires dans les années 1930, ce qui leur valut leur célèbre surnom « Flèches d'Argent ». Elle était en concurrence directe avec l'Aston Martin DBS V12 et la Ferrari 599 GTB Fiorano. L'assemblage se faisait dans l'usine McLaren de Woking et la carrosserie était fabriquée dans son autre usine de Portsmouth.
Mercedes-Benz avait planifié de construire 3 500 SLR sur une période de sept ans avec une production annuelle de 500 voitures. En 2008, elle était la neuvième voiture de série la plus chère mise sur le marché. Elle a été développée pour rivaliser avec la Carrera GT de Porsche et la Ferrari Enzo.

## Historique
La Mercedes SLR est le fruit de l'association de Mercedes-Benz avec la firme McLaren (constructeur de voitures de courses, et partenaire de Mercedes sur les Grands Prix de Formule 1). Ce modèle SLR est le fleuron de la gamme du constructeur allemand. Mercedes la veut être la digne héritière de ses illustres aînées, la 300 SL de course et 300 SL de route, construites dans les années 1950.
Elle allie performances exceptionnelles (vitesse de pointe de plus de 334 km/h, 0-100 km/h en moins de 4 secondes) et une conception très haut de gamme (structure en fibre de carbone, suspensions en aluminium, disques de freins en céramique).
La production est lancée le 17 novembre 2003. En 2006, Mercedes construit une SLR « 722 Edition », plus sportive que la SLR de base. En septembre 2007, une Mercedes-Benz SLR McLaren en version roadster est également disponible. Le 4 avril 2008, Mercedes annonce l'arrêt de production de la SLR. Le dernier coupé sortira des chaînes de production à la fin 2007 et la version roadster sera stoppée au début 2009. Mais plus d'un an et demi plus tard, en décembre 2010, Mercedes relance la production de 21 véhicules avec des châssis et des pièces toujours en stock.

## Moteur

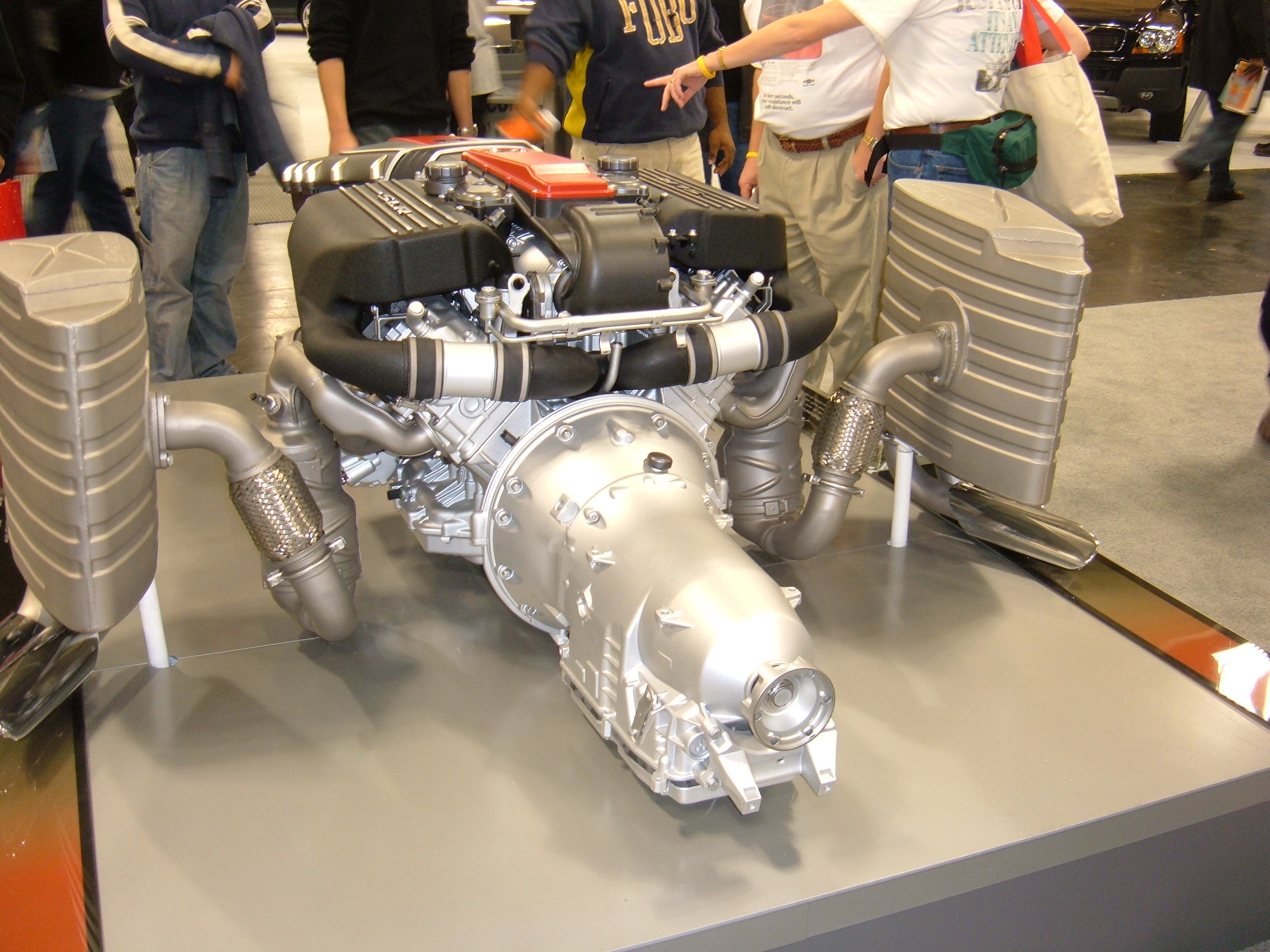
Moteur de la Mercedes-Benz SLR McLaren fait à la main.

Sous le capot, le SLR est une sportive de haut niveau. Le moteur est un V8 signé Mercedes-AMG, entièrement fait à la main, avec une cylindrée de 5,4 litres et d'un compresseur à vis qui lui permettent de développer une puissance record de 460 kW / 626 ch et un couple maximum de 780 N m, constant sur la vaste plage de régime comprise entre 3 250 et 5 000 tr/min. Grâce à ce package sous le capot moteur, le SLRMcLaren Mercedes-Benz affiche des performances qui comptent parmi les meilleures de sa catégorie et peut atteindre la vitesse maximale de 334 km/h.
La SLR McLaren Mercedes-Benz se distingue par son moteur centré à l'avant, position qui favorise la répartition des masses et permet d'obtenir une dynamique de marche parfaite ainsi qu'une stabilité de freinage. Un cadre robuste en aluminium sert de support à ce moteur V8 implanté dans une position basse. Refroidisseur d'air de suralimentation à eau, technique à trois soupapes, graissage à carter sec et catalyseurs métalliques au nombre de quatre sont d'autres spécificités de ce puissant moteur.

## Performances
Le châssis de la voiture est entièrement en carbone pour alléger au maximum le véhicule pour un poids total de 1 768 kg. En juin 2004, la SLR était testée au circuit de Nardò en Italie. Elle a effectué les 0-100 km/h en 3,8 secondes, les 0-200 km/h en 10,7 secondes et les 0-300 km/h en 30,6 secondes. Elle atteint la vitesse maximale de 334 km/h.
| Vitesse    | Temps         |
| ---------- | ------------- |
| 0-100 km/h | 3,8 secondes  |
| 0-200 km/h | 10,7 secondes |
| 0-300 km/h | 30,6 secondes |

## Caractéristiques techniques
- Moteur V8 Mercedes-AMG (M155 ML55), 24 soupapes (3 par cylindres), Super-Charger (Kompressor)
- Cylindrée : 5 439 cm3
- Puissance maximale : 626 chevaux à 6 500 tours par minute
- Couple maximal : 780 N m à 3 250 tours par minute
- Boîte de vitesses automatique (5 rapports) AMG Speedshift R (en), commande séquentielle au volant.
- Propulsion
- Poids : 1 764 kg (à vide)
- Dimensions (longueur, largeur, hauteur) : 4,65 m, 1,90 m, 1,26 m
- Volume du coffre : 272 litres
- Diamètre de braquage : 12,2 m
- Volume du réservoir : 97 litres
- Vitesse maximale : 334 km/h
- Rapport poids/puissance : 2,8 kg/ch

## Versions différentes

### SLR 722 Edition

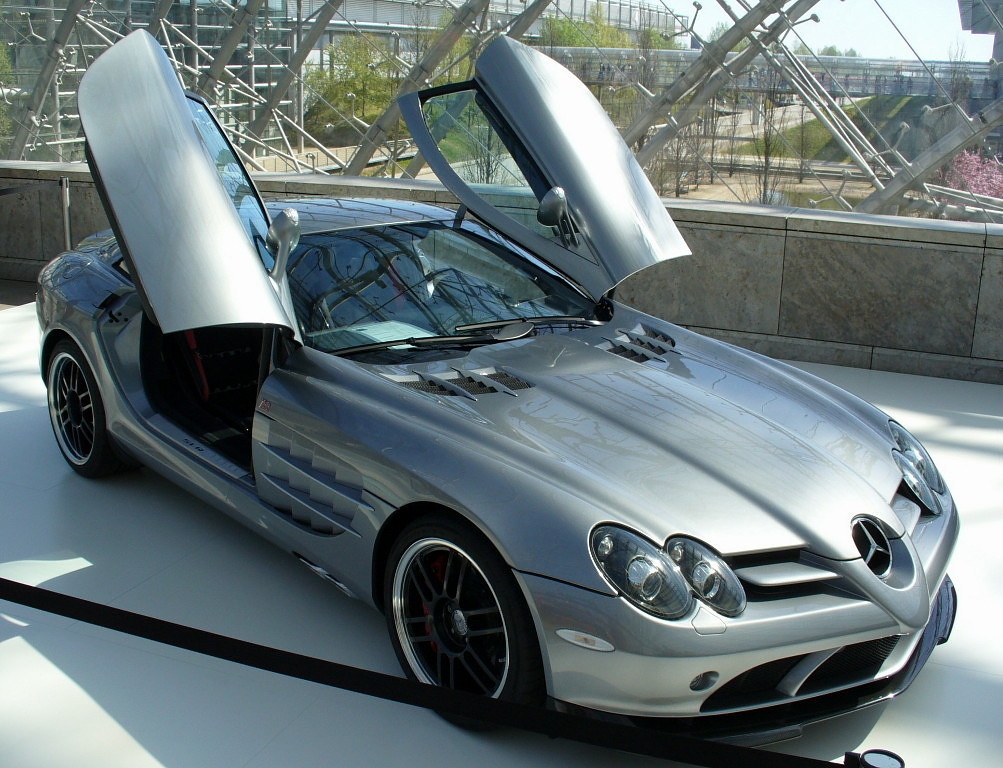
Mercedes-Benz SLR McLaren 722 Edition.

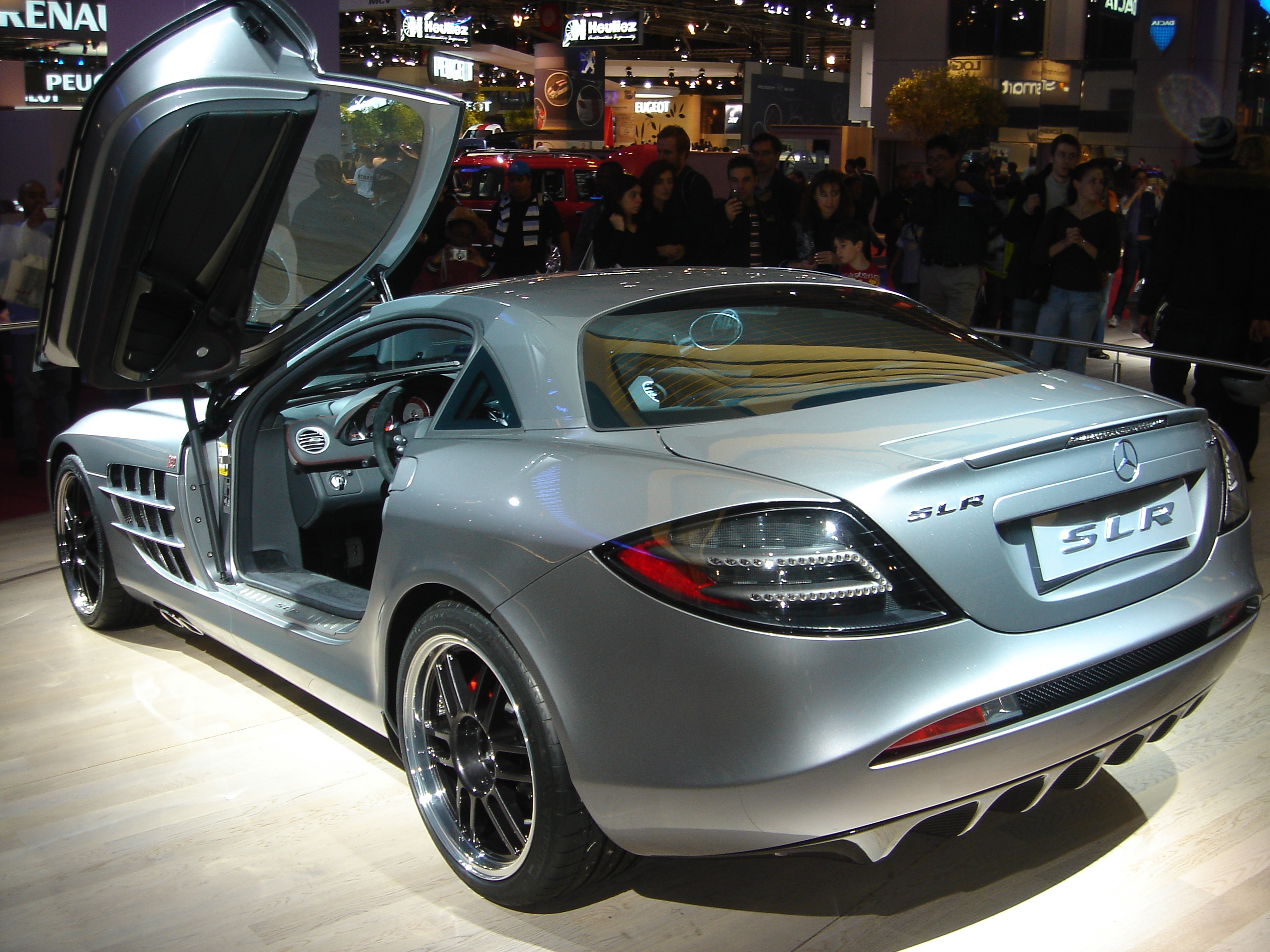
Vue arrière.

En 2006, Mercedes construit une SLR « 722 Edition » qui rend hommage au pilote anglais Stirling Moss et de son copilote Denis Jenkinson qui remportèrent la course des Mille Miglia en 1955. Les deux hommes sont alors à bord d'une Mercedes-Benz 300 SLR portant le numéro 722 signifiant l'heure de départ de la course, 7 h 22.
Sur cette version plus typée sport de la SLR, de nouveaux éléments aérodynamiques ont été inclus et optimisés, les jantes sont des 19 pouces noires en alliage léger et le cockpit a été restylé dans des tons plus sportifs. Le système de freinage est constitué de larges disques de frein en céramique assurant un freinage parfait. Elle arbore des logos « 722 » sur les ailes avant. Ces caractéristiques sont directement issues des circuits de courses automobiles. Le V8 ne passe pas à 722 chevaux comme on aurait pu s'y attendre, mais à 650 chevaux, soit un gain de 24 chevaux par rapport à la première version ; le couple est désormais de 820 N m et développe une puissance de 478 kW / 650 ch.

#### Caractéristiques techniques
- Moteur : Mercedes-Benz M 155 V8 Kompressor (AMG)
- Puissance moteur : 478 kW (650 ch)
- Transmission : boîte de vitesses R AMG à cinq vitesses automatiques
- Cylindrée : 5 439 cm3
- Couple : 820 N m
- Accélération 0-100 km/h : 3,6 secondes
- Accélération 0-200 km/h : 10,2 secondes
- Accélération, 0-300 km/h : 27,6 secondes
- Vitesse maximale : 337 km/h
- Poids : 1 724 kg
- Finition : gris cristal Antimoine
- Carburant : Super sans plomb
- Coffre : 272 L

### Mercedes-Benz SLR McLaren Roadster
Une version roadster de la SLR est mise sur le marché en septembre 2007. Elle reprend le même moteur V8 AMG (Kompressor) de 5,4 L (460 kW / 617 ch). La vitesse maximale est de 334 km/h avec une accélération de 0-100 km/h de 3,8 secondes.
La biplace décapotable est dotée d'une suspension issue de la course automobile, d'un système de freinage électro-hydraulique, ainsi que de disques carbone-céramique, mais elle est handicapée par un poids trop important qui affecte ses performances. La couverture du toit est en toile et après un déblocage qui doit se faire à la main, un système électrique ferme la capote en une dizaine de secondes. Selon Mercedes, une discussion audible est possible toit ouvert entre le conducteur et le passager à plus de 200 km/h.

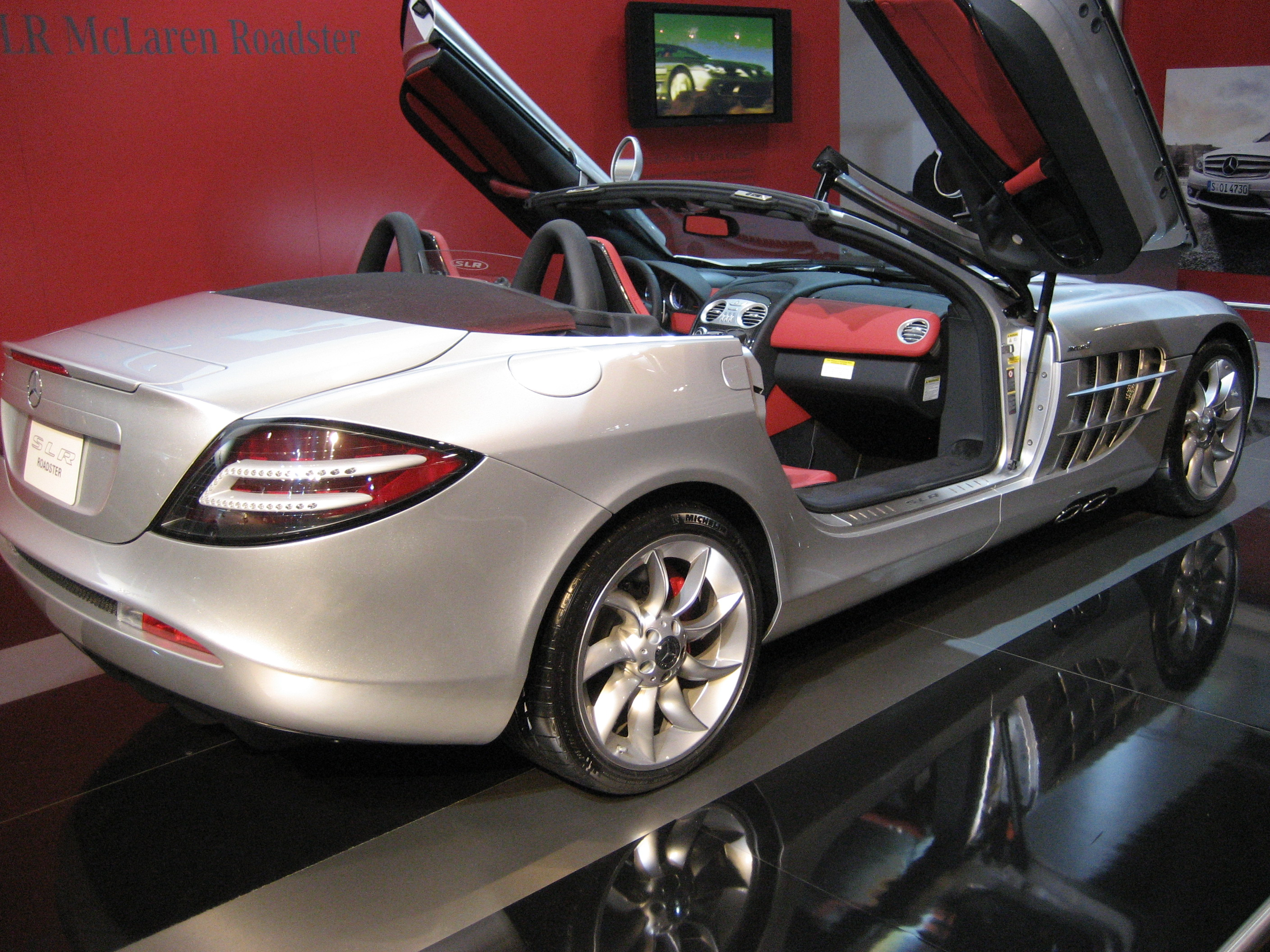
Vue arrière de la Mercedes-Benz SLR McLaren roadster.
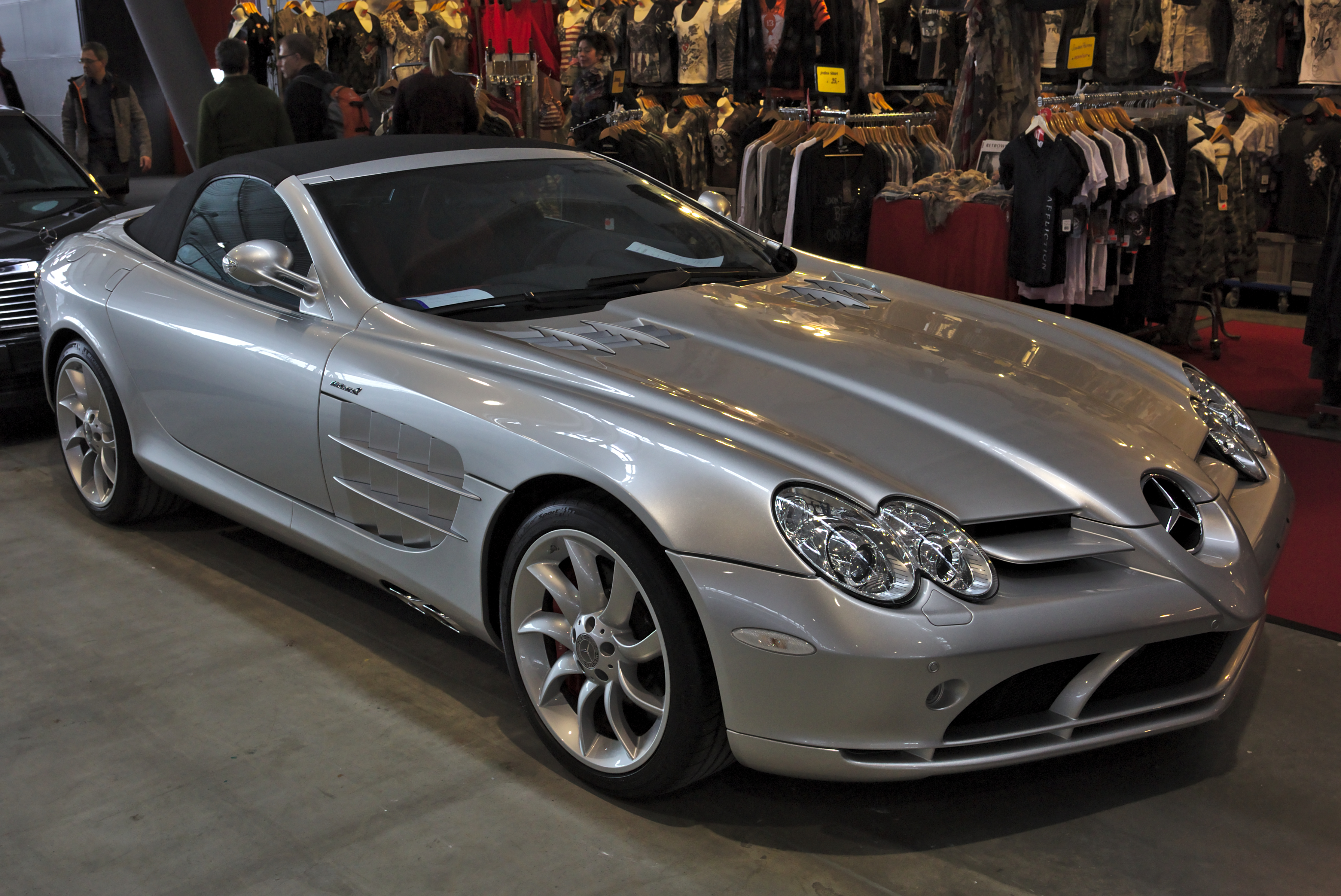
Mercedes-Benz SLR McLaren roadster.
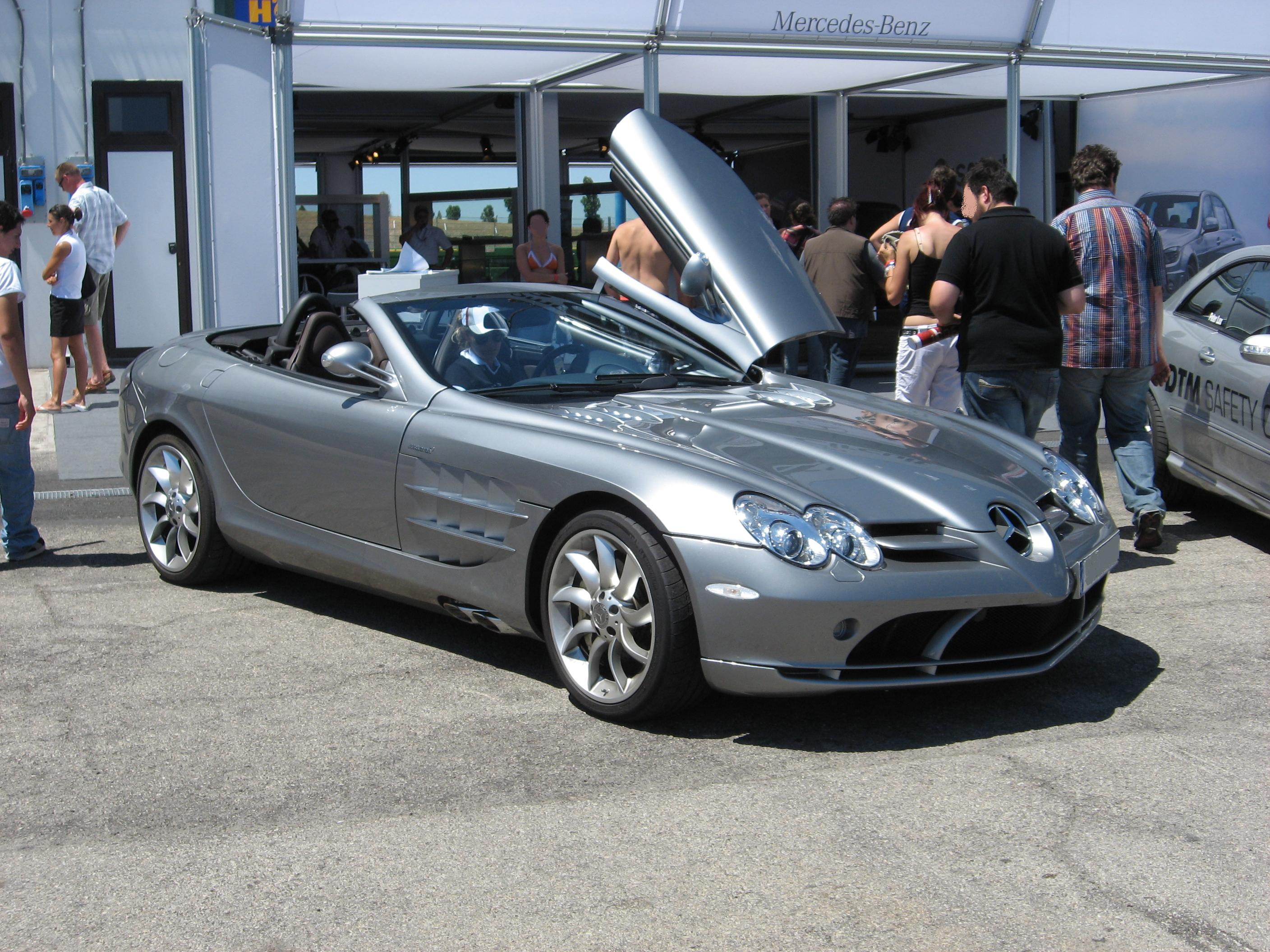
Mercedes-Benz SLR McLaren roadster.

### SLR 722 S
En 2009 sort une version roadster de la 722 Edition. Comme toujours, les performances sont très légèrement en retrait par rapport au coupé. La vitesse de pointe est de 334 km/h, le 0 à 100 km/h effectué en 3,6 secondes. 150 exemplaires seulement sont prévus.

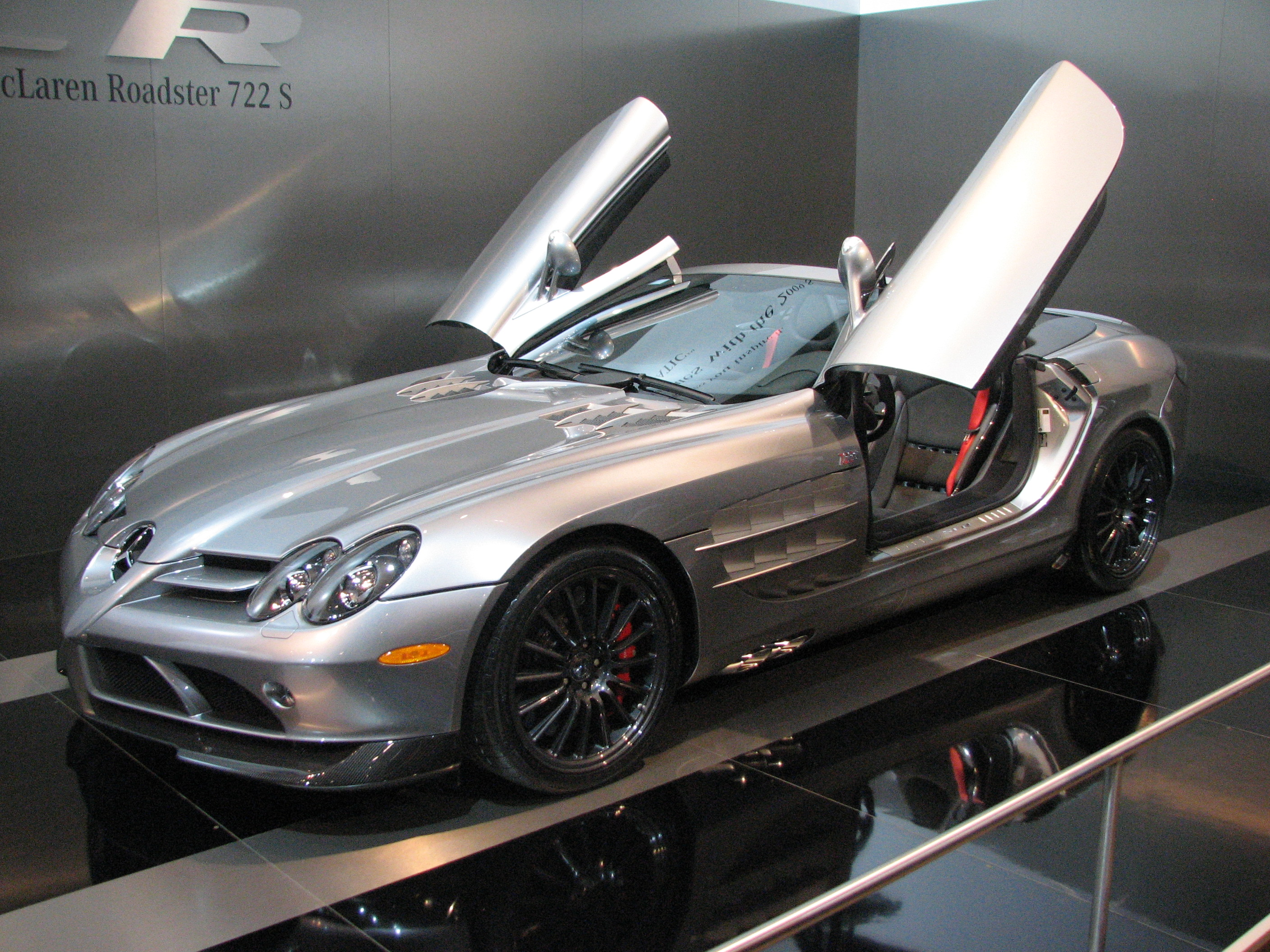
Mercedes-Benz SLR McLaren 722 S.
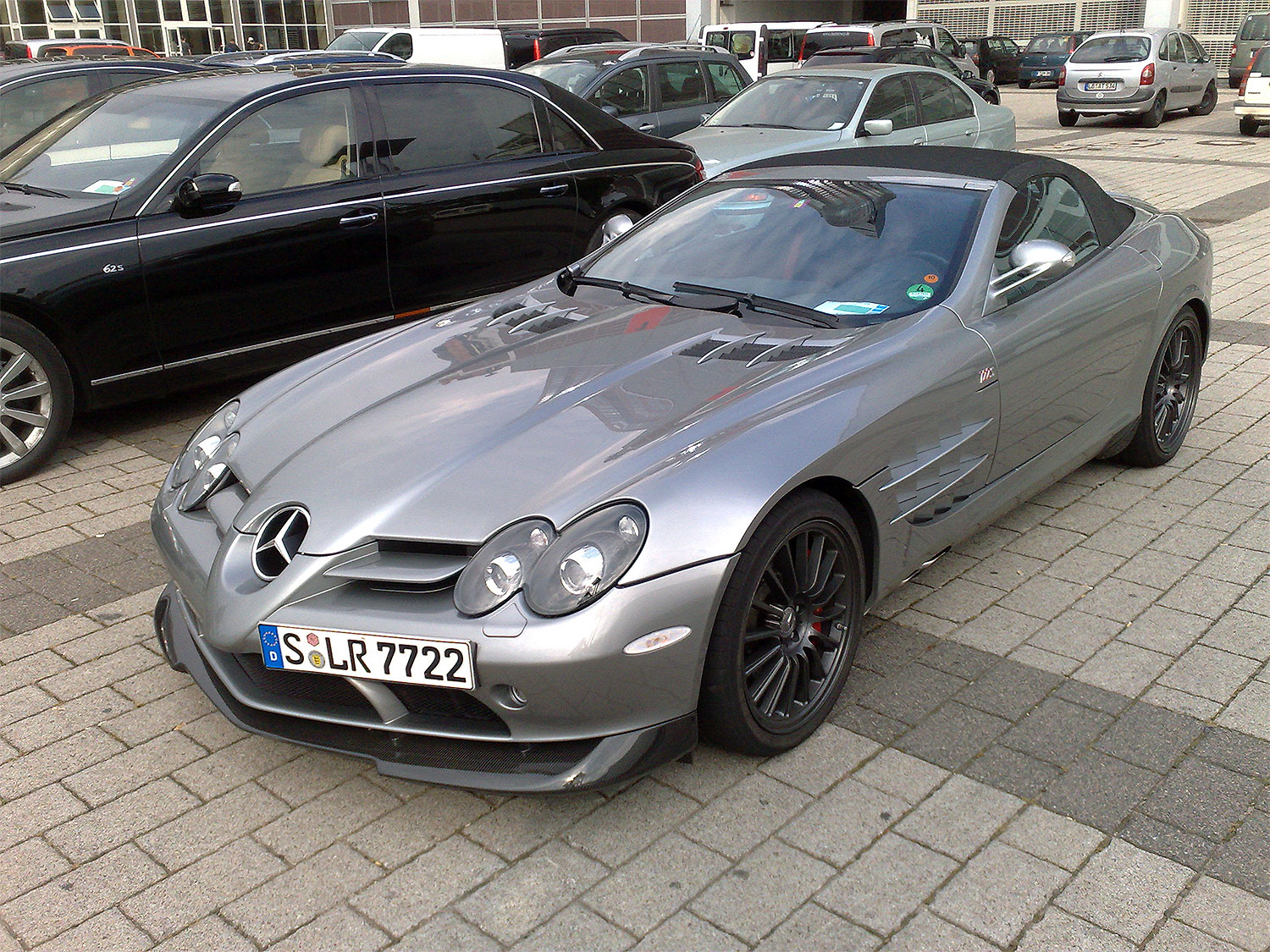
Mercedes-Benz SLR McLaren 722 S avec le toit en toile fermé.
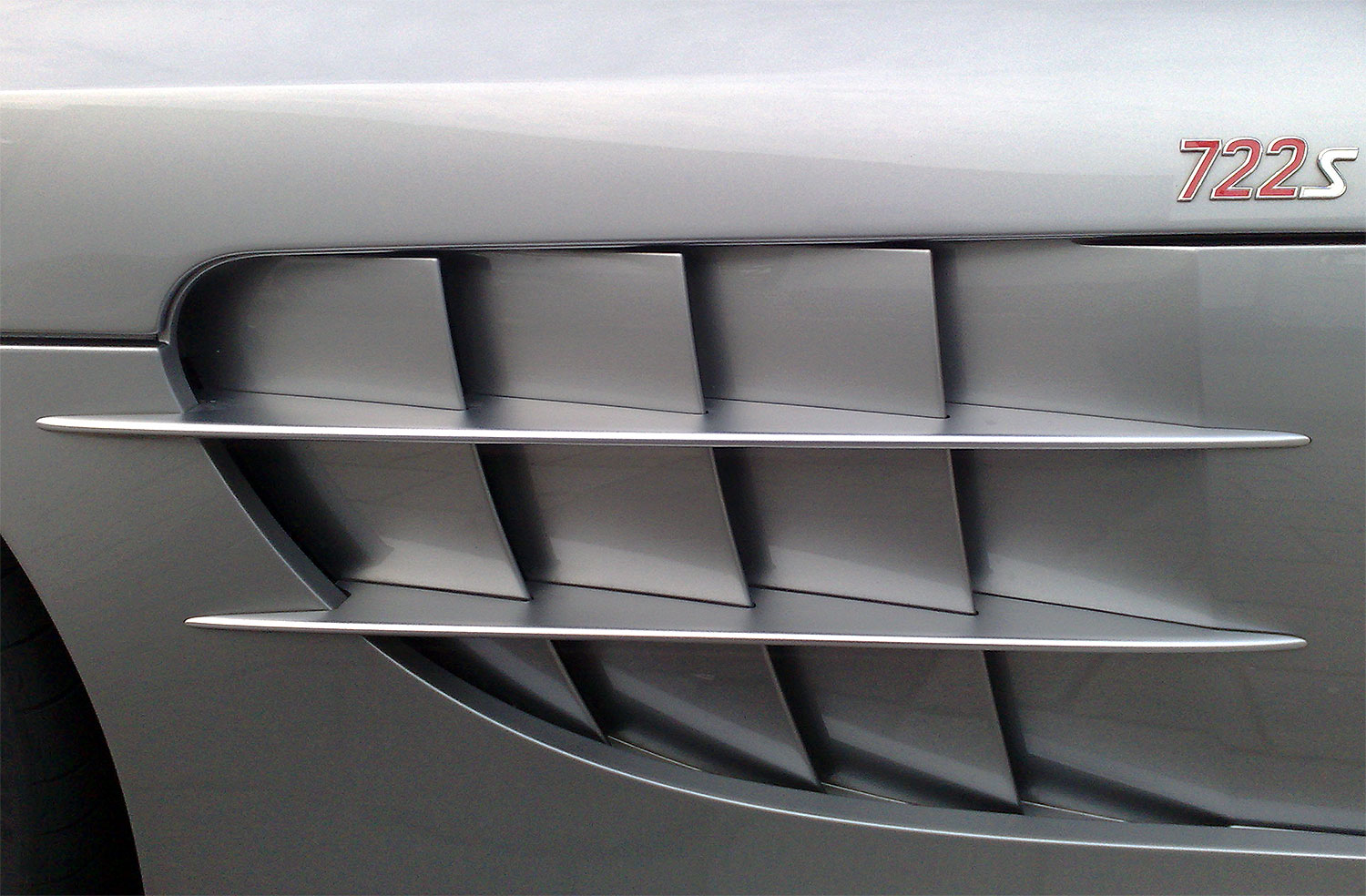
Détail de l'extracteur d'air avec le logo 722 S.
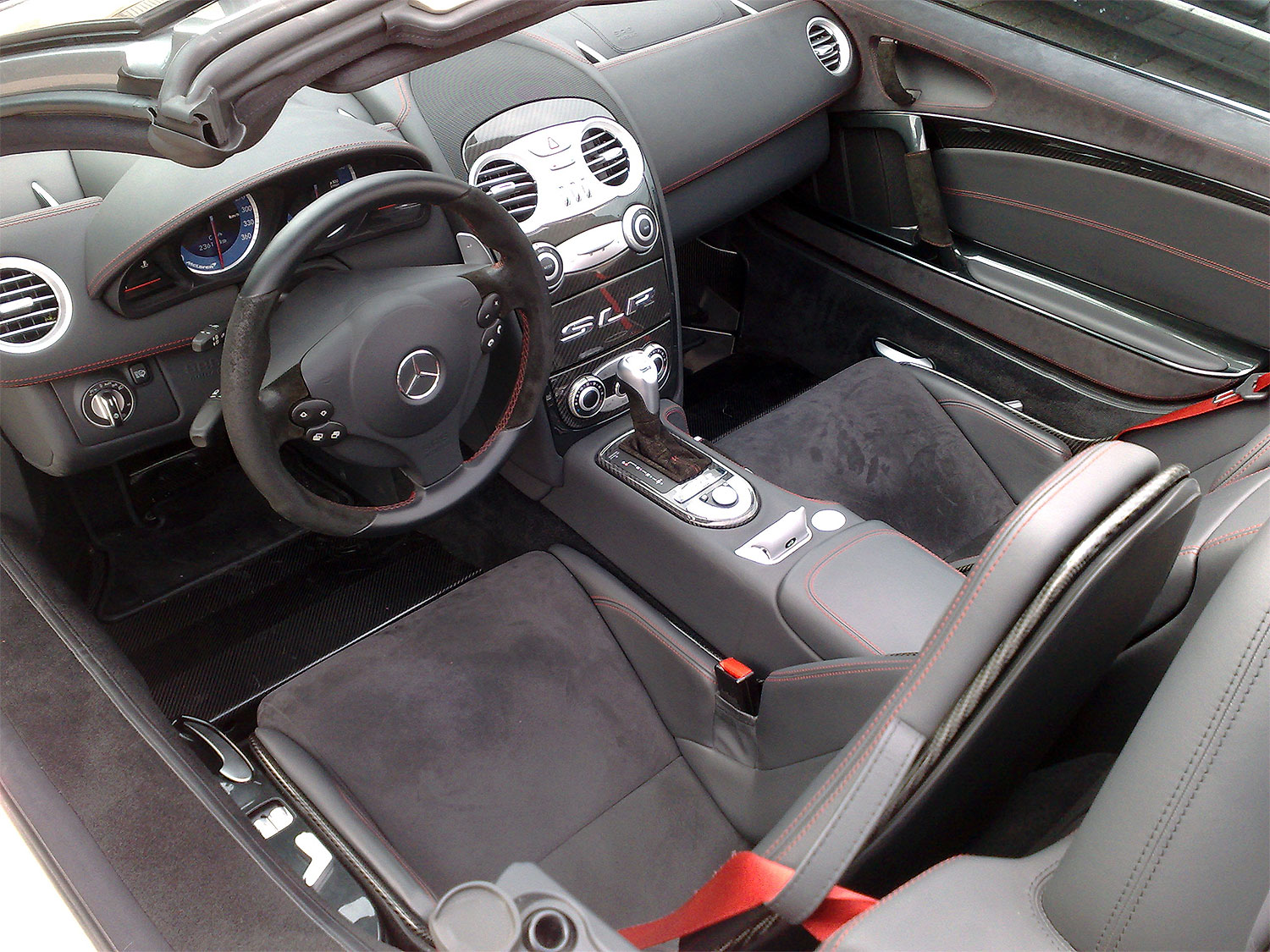
Habitacle de la Mercedes-Benz SLR McLaren 722 S.

### SLR 722 GT
La GT 722 est une version de circuit de la SLR 722, non homologuée pour un usage routier. Ce modèle est conçu par RML Group (Ray Mallock Ltd) avec l'aval de Mercedes-Benz. La carrosserie a été élargie pour accueillir des roues OZ Racing de 483 mm. Les ouvertures avant ont été agrandies et des extracteurs d'air plus grands ont été ajoutés sur le capot et sur les flancs de la voiture. L'arrière de la voiture est doté d'un large aileron de course et d'un diffuseur.
La voiture a perdu 398 kg pour atteindre un poids à sec à 1 390 kg. Le moteur reste relativement inchangé mais produit maintenant 670 ch (500 kW / 671 ch) et un couple 830 N m à 1,75 bar (175 kPa). L'habitacle, qui comprend maintenant un arceau cage, est dépouillé de toutes ses garnitures, et fait un usage massif de fibre de carbone. Les nouveaux panneaux de porte sont aussi en fibre de carbone.
Le 0 à 100 km/h est réalisé en 3,3 secondes, la vitesse maximale étant de 337 km/h.
Elle court uniquement dans une compétition baptisée SLR Club Trophy, laquelle se déroule sur de nombreuses pistes européennes. 21 exemplaires sont mis à disposition du marché nord-américain par le préparateur RENNtech.

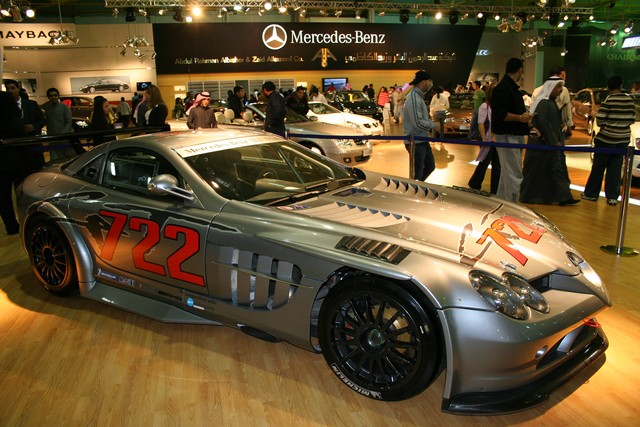
SLR 722 GT.
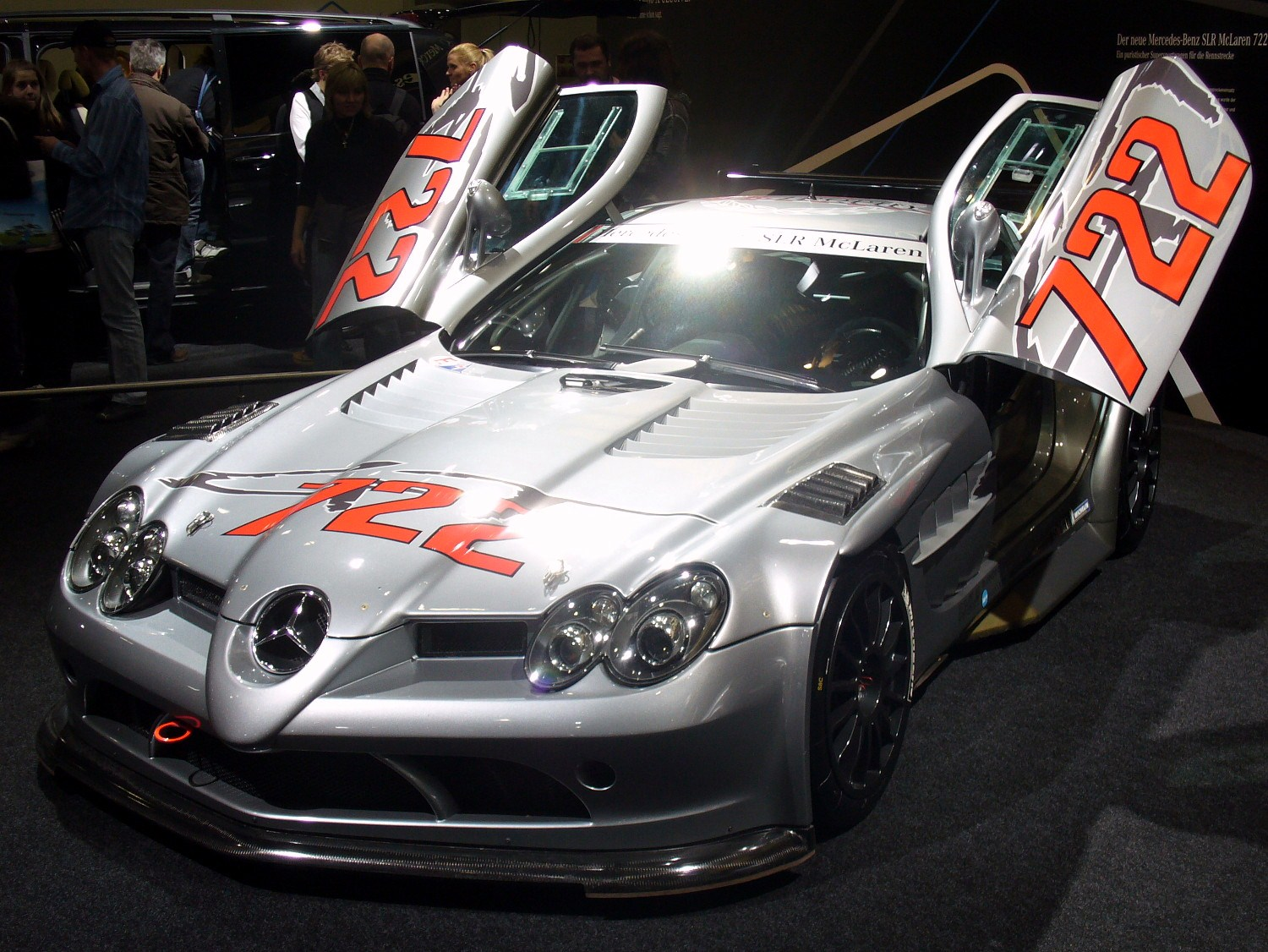
SLR 722 GT.
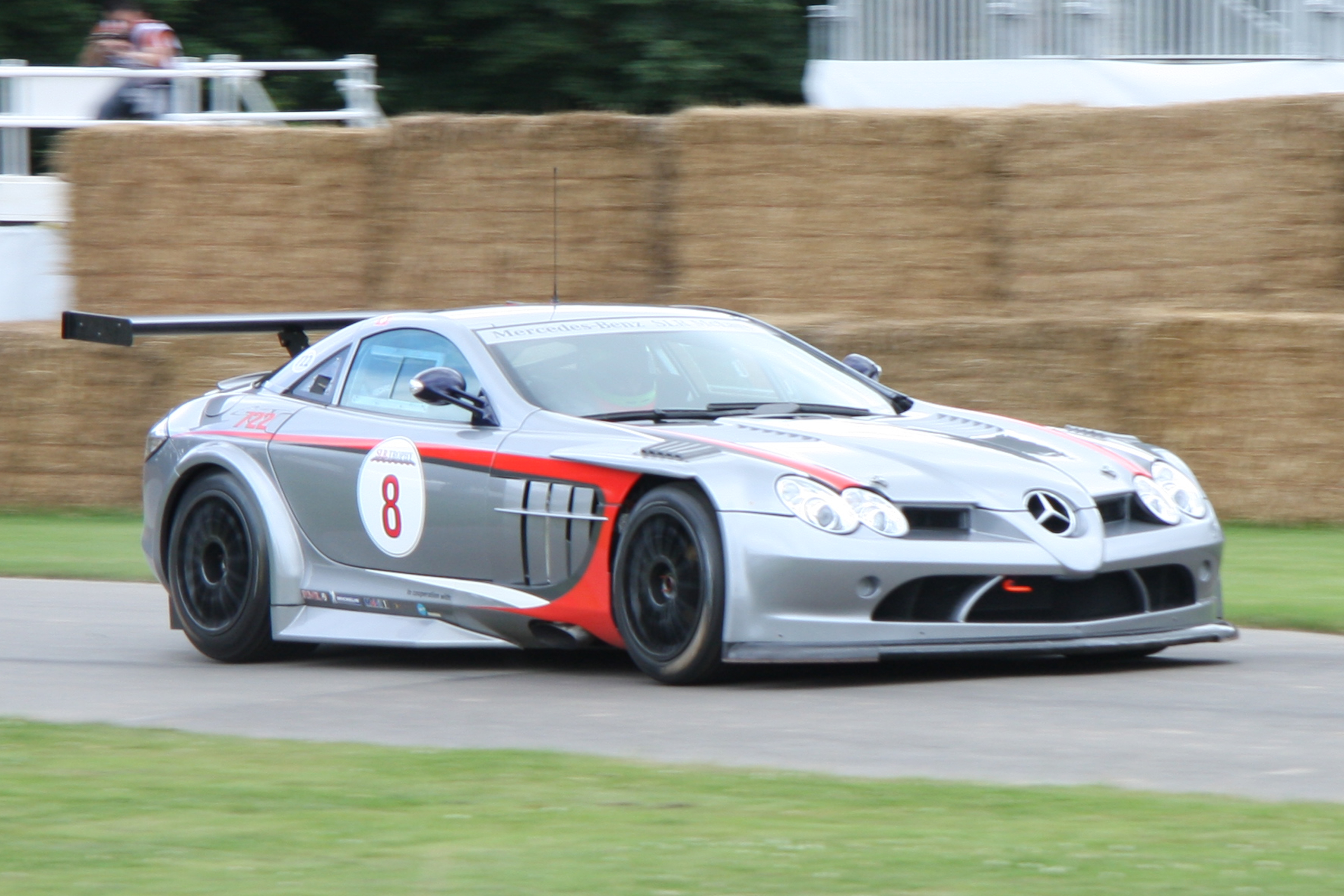
Une SLR 722 GT à Goodwood.

### SLR Stirling Moss
La SLR Stirling Moss est une édition limitée de 75 véhicules. Il s'agit d'un modèle de type roadster, voire speedster. Elle n'inclut ni toit ni pare-brise et est seulement dotée de deux petits saute-vent pour se protéger des insectes. Le design est inspiré par la voiture de course SLR 300, et a été conçu par le concepteur coréen Yoon Il-hun. Cette version est la dernière SLR McLaren construite en vertu du partenariat entre Mercedes-Benz et McLaren, jusqu'à ce que McLaren annonce sa propre édition finale de la SLR à la fin 2010.
Similaire aux séries 722 et 722S, le moteur V8 suralimenté développe 650 ch (480 kW). La vitesse de pointe est de 350 km/h avec une accélération de 0-100 km/h en moins de 3,5 secondes. La voiture pèse environ 200 kg de moins que le modèle standard.
La production de la SLR Stirling Moss a commencé en juin 2009, après la fin de la production de la SLR Roadster en mai 2009. En décembre 2009, les 75 voitures étaient déjà produites. La SLR Stirling Moss était uniquement proposée aux propriétaires de SLR.
Le véhicule a été dévoilé au Salon d'Amérique du Nord (NAIAS) de 2009.

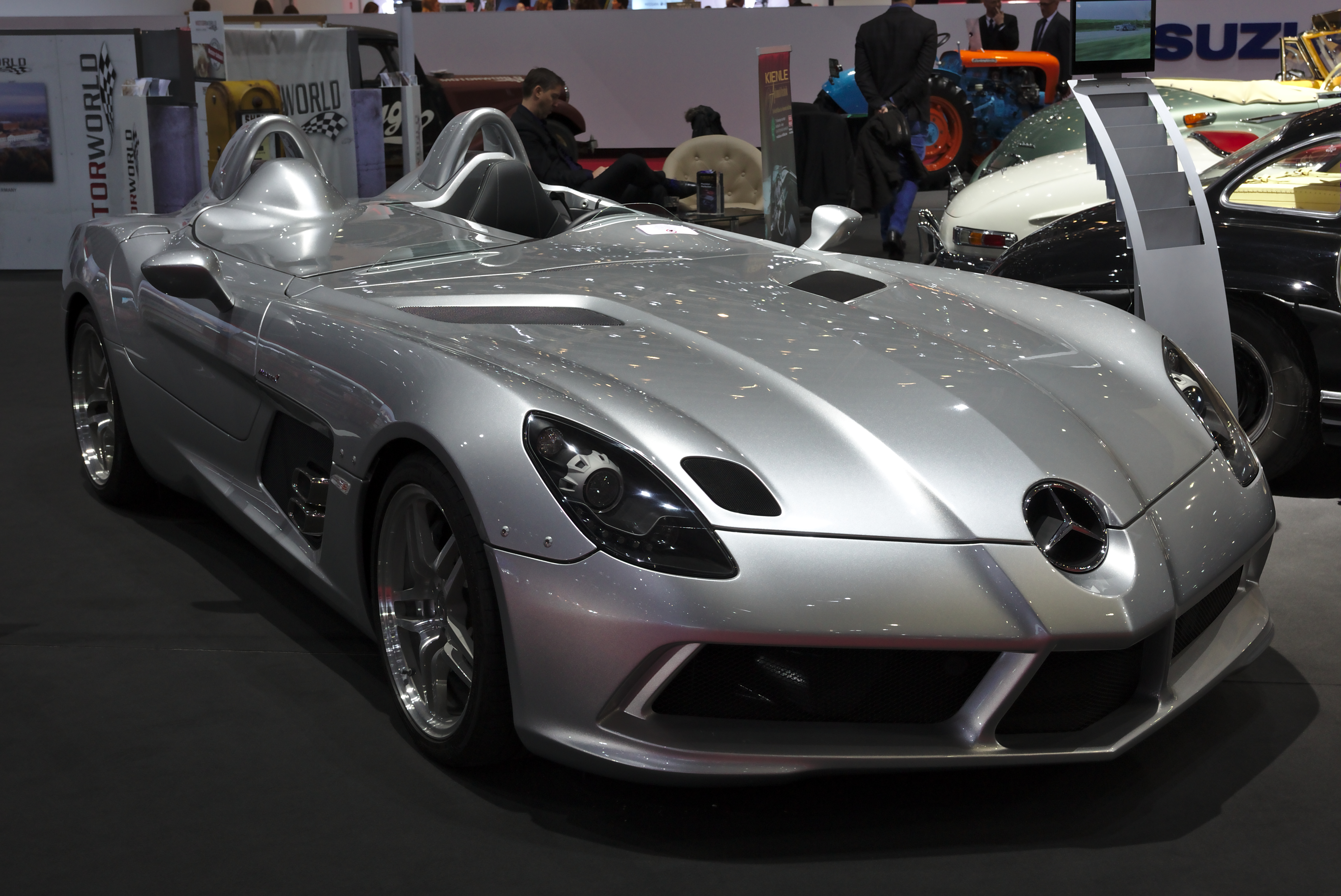
Mercedes-Benz SLR Stirling Moss.
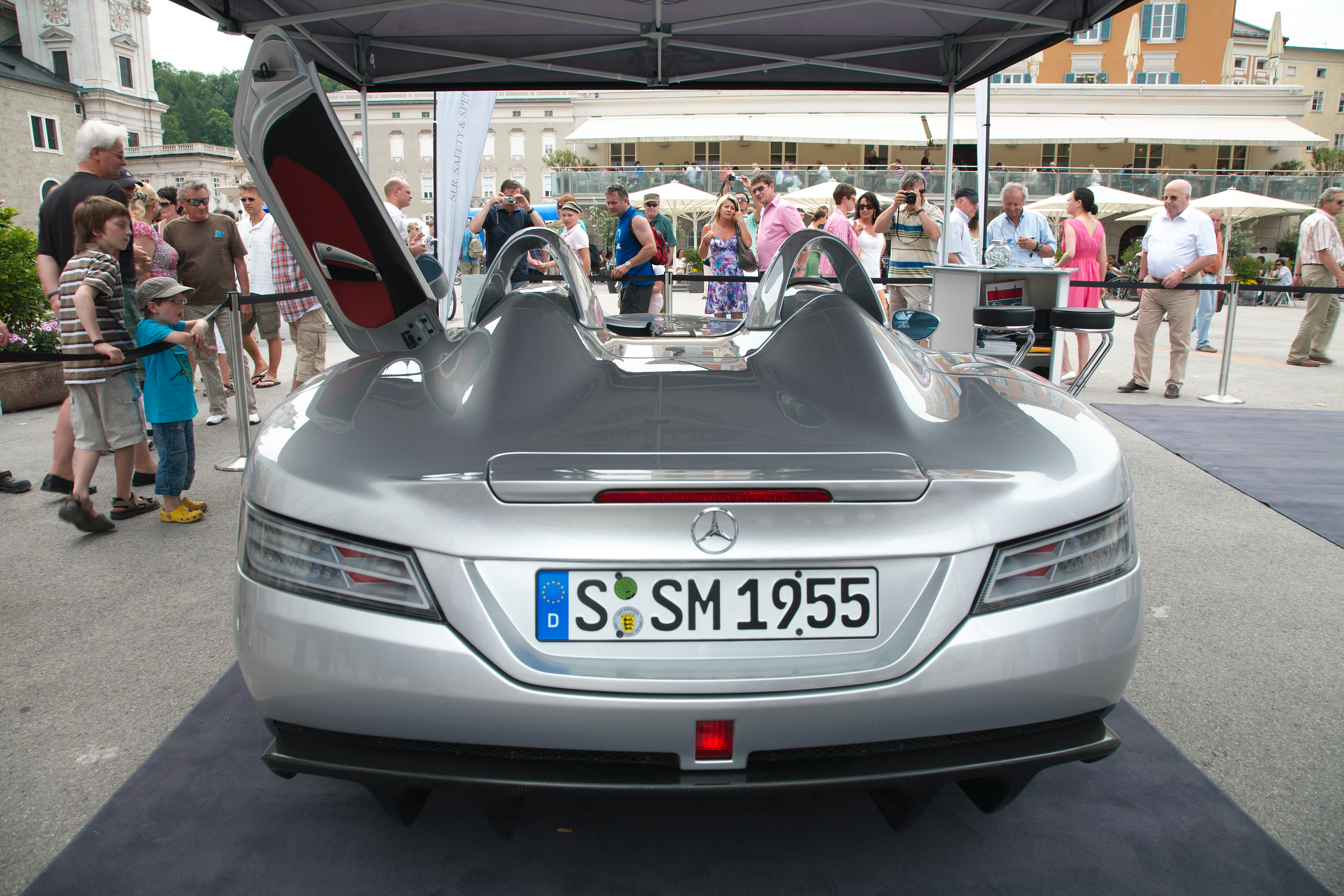
Arrière de la Mercedes-Benz SLR Stirling Moss.
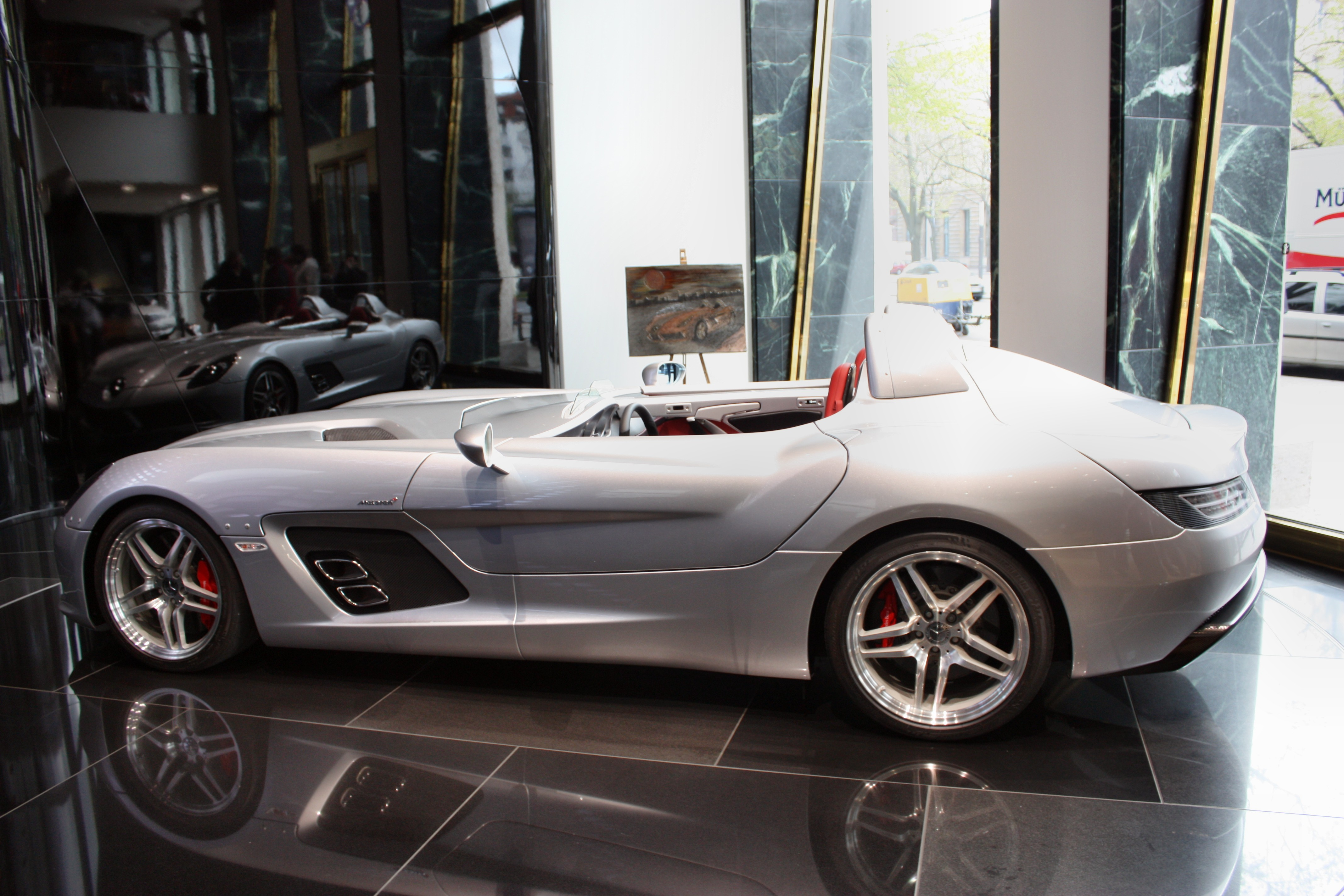
Vue de côté de la Mercedes-Benz SLR Stirling Moss.
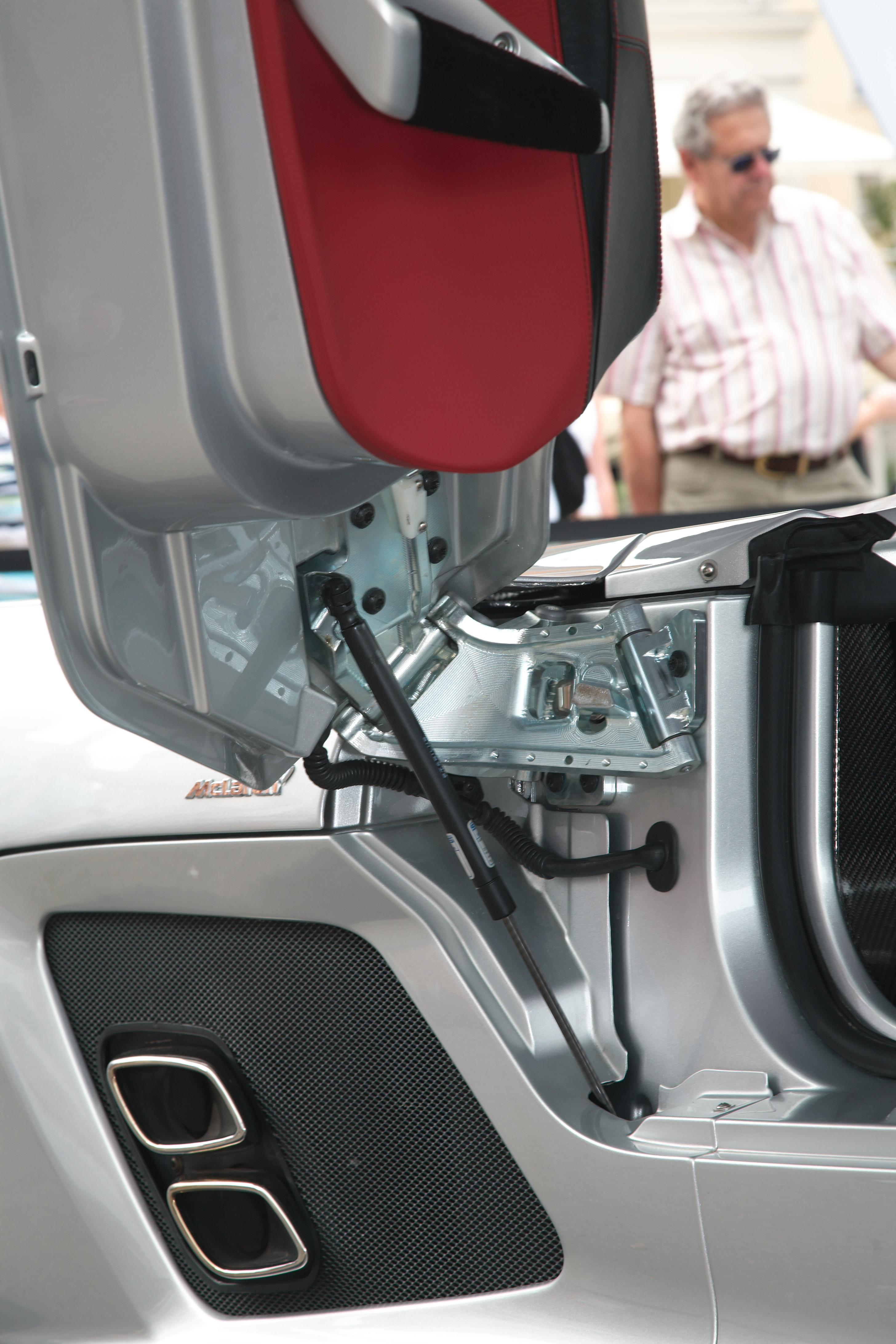
Système d'ouverture de porte de la Mercedes-Benz SLR Stirling Moss.
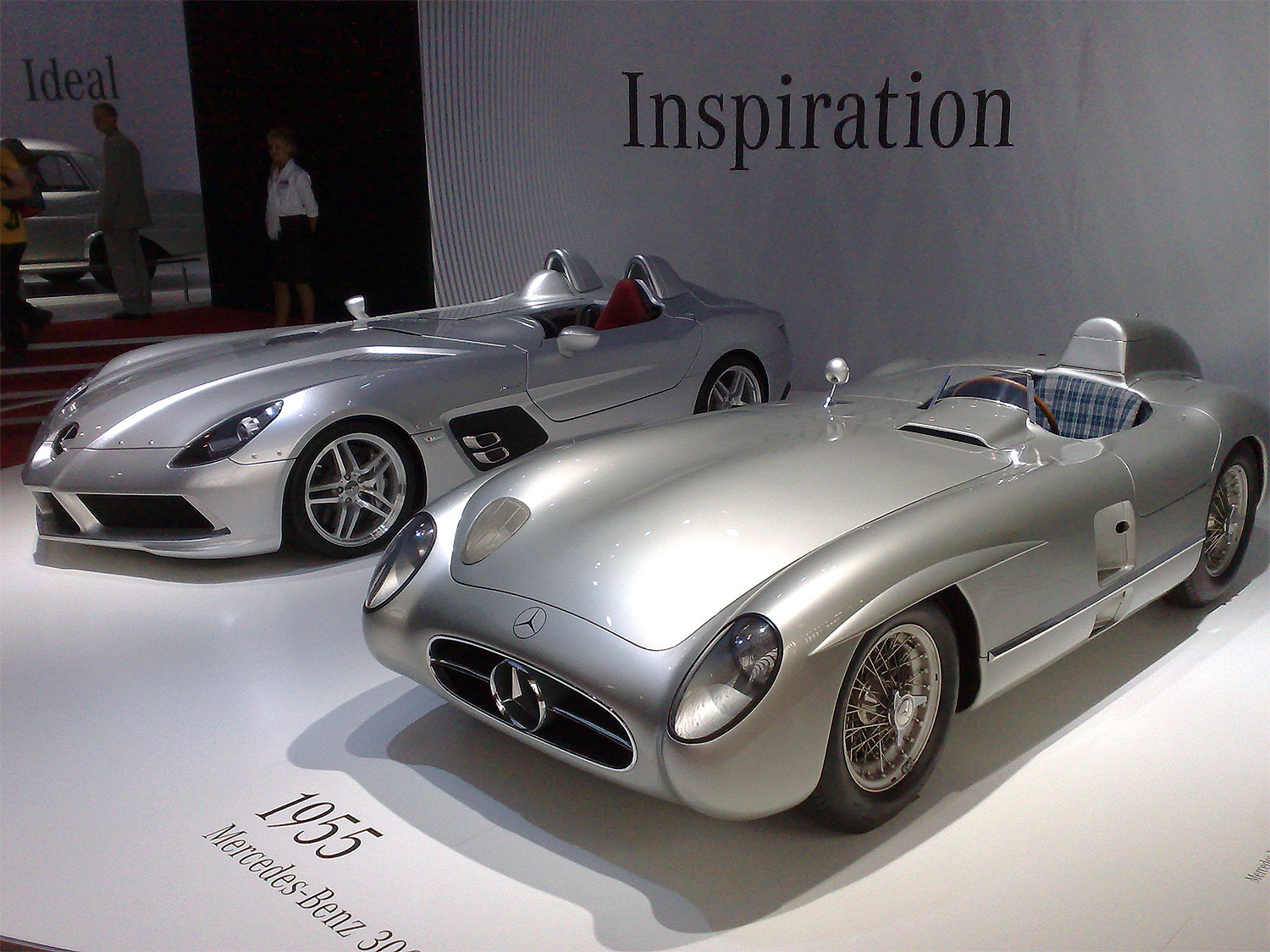
Comparatif entre la Mercedes-Benz 300 SLR de 1955 et la Mercedes-benz SLR Stirling Moss.

### SLR Edition
La production de la SLR est arrêtée en 2009, mais en 2010 McLaren annonce le lancement d'une dernière série de vingt-cinq exemplaires de la SLR. Cette série est appelée « Edition ». Ces SLR se distinguent par l'adoption de nouveaux pare-chocs avant et arrière, un nouveau capot, branchies latérales redessinées et de nouvelles jantes.
Des composants intérieurs sont modifiés et améliorés[Lesquels ?] ainsi que la direction et les suspensions et elle adopte de nouveaux freins en céramique. Aucun changement au niveau moteur, le V8 suralimenté de 5,5 L développant 626 ch est reconduit tel quel.
Les logos Mercedes sont plus sombres pour se fondre avec l'ensemble de la voiture, alors que les logos McLaren sont surlignées en rouge et les étriers de freins sont peints en orange.

## Ventes
L'objectif de 500 ventes annuelles ne sera atteint que pour l'année 2005, et l'objectif de 3 500 exemplaires vendus ne sera jamais atteint.
| Année | États-Unis | Total |
| ----- | ---------- | ----- |
| 2003  | 370        | -     |
| 2004  | 45         | -     |
| 2005  | 200        | 615   |
| 2006  | 189        | 261   |
| 2007  | 104        | 275   |
| 2008  | 106        | -     |
| 2009  | 110        | -     |
| 2010  | 7          | -     |
| Total | 1 789      | 1 789 |